# William Haller
William Haller (* 12. Mai 1885 in New York City, New York; † 22. April 1974 in Worcester, Massachusetts) war ein amerikanischer Anglist und Historiker, der sich besonders mit der Entstehung des Puritanismus im frühneuzeitlichen England beschäftigte.

## Leben
William Haller studierte am Amherst College in Massachusetts, das er 1908 mit dem Grad des Bachelor of Arts abschloss, und an der Columbia University in New York City, an der er 1911 den Master of Arts erhielt. Dort wurde er 1916 zum Ph.D. promoviert.
Er begann daraufhin eine wissenschaftliche Karriere und beschäftigte sich vor allem mit der Ideengeschichte des Puritanismus. 1966 wurde er neben Perry Miller als einer der beiden bedeutendsten Historiker des 20. Jahrhunderts auf diesem Gebiet beschrieben. Als Professor für Englisch an der Columbia University war er Teil des Herausgebergremiums der Columbia Edition der Werke John Miltons. Dadurch beschäftigte er sich mit dessen intellektuellem Umfeld. Hallers Hauptwerk wurde The Rise of Puritanism (1938), in dem er die Ideen puritanischer Denker selbst in ihrem Kontext bis zum Ausbruch des englischen Bürgerkriegs verfolgte. Nach 41 Jahren am Barnard College der Columbia University trat er 1950 in den Ruhestand und wurde Fellow der Folger Shakespeare Library. 1954/55 war Haller Gastprofessor am Emmanuel College in Cambridge und veröffentlichte weiterhin zu literarischen und politischen Ideen des 17. Jahrhunderts.
Dabei blieb Haller zeitlebens methodisch und inhaltlich weitgehend konsistent orientiert an klassischer Ideengeschichte. So verwarf er die These der Puritaner-Forscher Samuel Rawson Gardiner und Charles Harding Firth, den religiösen dissent der Puritaner aus politischer Marginalisierung zu erklären: Für Haller entwickelte sich die politische Opposition, die zum Bürgerkrieg führte, aus religiösen Ideen. Dabei beschäftigte er sich kaum mit den institutionellen und organisatorischen Aspekten und gab den Puritanern einen wichtigen Platz in einer Fortschrittsgeschichte der Moderne (vgl. Whig history): „sie brachten England unwiderruflich auf den Weg in Richtung eines pluralistischen, säkularisierten Staates, und sie und niemand anderes sorgten für diese Veränderung.“ Dabei ist kritisiert worden, dass Haller die zeitgenössischen Ansichten zwar einfühlend, aber auch weitgehend kritiklos übernommen und sich auf eine exemplarische Auswahl und Typologisierung von Personen beschränkt habe. Das ist nach Ansicht von Leonard Trinterud (1904–1993) aber notwendig, um ein Narrativ des Puritanismus zu schreiben und um die Dynamik der Veränderungen im Denken zu erfassen, was für William Haller Hauptziel gewesen sei.
1967 erschien Hallers Alterswerk über John Foxes Book of Martyrs, das nach Ansicht von Haller in der krisengeschüttelten Spätzeit der Regierung von Elisabeth I. zwischen 1570 und 1590 „die eine, all-überzeugende Deutung des Englischseins“ geliefert habe, die als spirituelle weltumspannende Sendung Englands „mehr als alles andere die Nation durch die Krisen“ geführt habe.
Haller arbeitete mit seiner Ehefrau Malleville Haller auch beruflich zusammen. Unter anderem verfassten sie gemeinsam einen Artikel zur Liebesidee bei den Puritanern.

## Werke (Auswahl)
- The Rise of Puritanism, Or, The Way to the New Jerusalem as set forth in Pulpit and Press from Thomas Cartwright to John Lilburne and John Milton, 1570–1643. Columbia University Press, New York 1938; mehrere Neuausgaben: als Taschenbuch bei Harper & Brothers, New York 1957 (Harper Torchbooks, Bd. 22); 2. Auflage, Philadelphia 1984.
- The Puritan Frontier. Town-Planting in New England Colonial Development, 1630–1660. New York 1951.
- „What Needs My Shakespeare?“ In: Shakespeare Quarterly 3 (1952), Nr. 1, S. 3–16.
- Liberty and Reformation in the Puritan Revolution. Columbia University Press, New York 1955.
- Milton and the Protestant Ethic. In: Journal of British Studies 1 (1961), Nr. 1, S. 52–57.
- Foxe’s Book of Martyrs and the Elect Nation. Cape, London 1967 (The Bedford Historical Series, Bd. 19).